# Дубровский, Василий Иванович
Васи́лий Ива́нович Дубро́вский  (1868—?) — военачальник Русской императорской армии и Азербайджанской Демократической Республики, генерал-майор.
Общее образование получил в Михайловском Воронежском кадетском корпусе.
В службу вступил 29 августа 1886 года юнкером рядового звания во 2-е военное Константиновское училище. 7 августа 1887 года выпущен подпоручиком в 4-й гренадерский Несвижский полк. Поручик (по старшинству на 1891 год). Окончил Александровскую военно-юридическую академию по 1-му разряду. Штабс-капитан (по старшинству на 1895 год). С 6 июня 1896 года — кандидат на военно-судную должность. Капитан (по старшинству на 1897 год). С 3 мая 1901 года — помощник военного прокурора. Подполковник (по старшинству на 1901 год).
С 1 января 1905 года — военный следователь Кавказского военно-окружного суда. С 1905 года — полковник. С 13 июня 1907 года — помощник военного прокурора Кавказского военно-окружного суда. С 3 апреля 1913 года — военный судья Кавказского военно-окружного суда. 14 апреля 1913 года произведён в генерал-майоры.
С 1918 года до 1920 года служил в армии АДР в должности заведующего Военно-судной частью.